# Ciocan

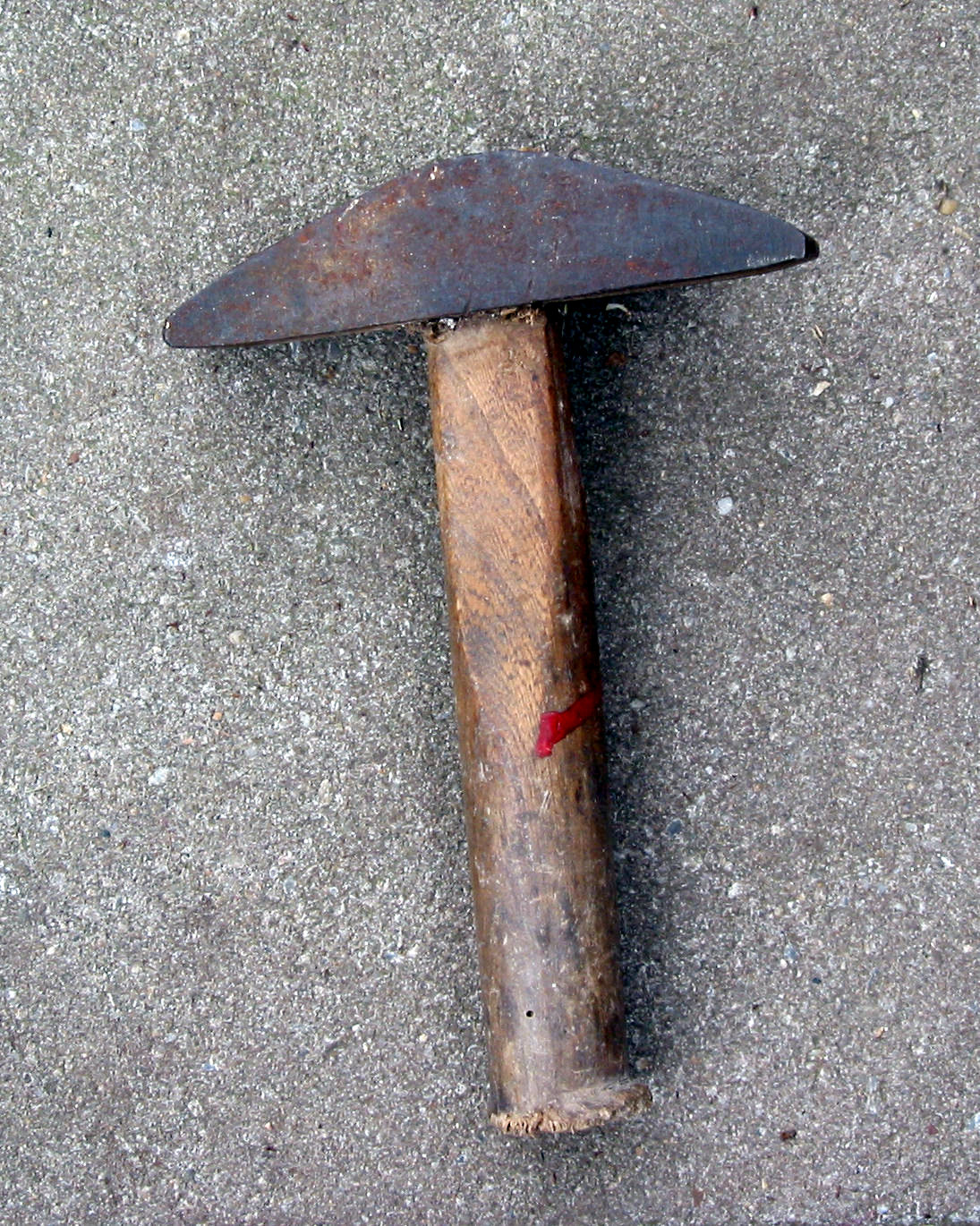

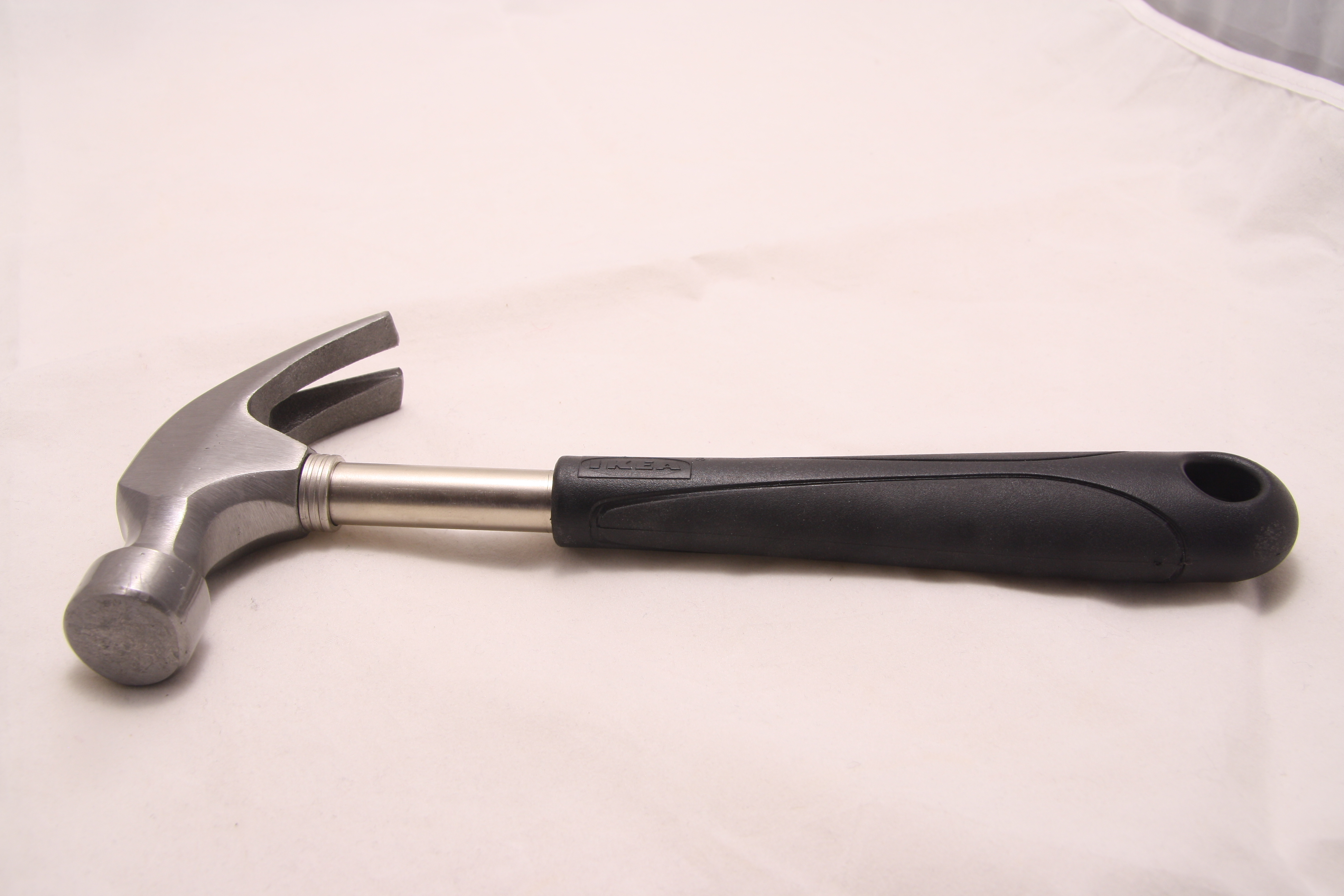

Ciocanul este o unealtă manuală sau mecanică de lovire (impact), care folosindu-și masa (greutatea) sa accelerată poate aplica lovituri diferitelor alte obiecte. El are în forma de bază un mâner (sau coadă) și un "cap" de o anumită greutate. Centrul de greutate este aproape de cap. Prin efectele inerției și de pârghie puterea loviturii efectuate de mâna umană este întărită semnificativ. Mânerul prelungește pârghia brațului și permite accelerarea uneltei din încheietura mâinii mult peste viteza brațului. Energia cinetică (de mișcare) a capului ciocanului se transmite obiectului lovit, efectuând deformarea, distrugerea sau mișcarea acestuia. În cazul obiectelor care rezistă loviturii (de exemplu o nicovală) energia se transformă în caldură.

## Istorie
Ciocanul este probabil prima unealtă folosită de om. Forma strămoașă a ciocanului este o piatră ținută în pumn și folosită pentru lovire. Chiar și unele specii de maimuțe se folosesc de pietre ca unelte pentru sparge nuci. Cu timpul, oamenii au început sa selecteze și să prelucreze pietrele astfel încât ele sa fie mai ergonomice și să fie adaptate scopului (început de specializare). Pietrele cioplite fără mâner s-au folosit timp de zeci de mii de ani (paleolitic). În neolitic a aparut forma ciocanului cum se mai foloseste si azi - un mîner de lemn cu un cap. În neolitic capul era din piatra șlefuită și era gaurit pentru a fi fixat stabil de mâner. În epoca de bronz capul a fost făcut din metal, astfel devenind mult mai rezistent și durabil.
Ciocanul este și astăzi una din uneltele indispensabile folosite de om - în fiecare gospodărie se gasește cel puțin un ciocan. Și chiar în domeniul cel mai hi-tech se folosesc ciocane: astronauții în spațiu au întotdeauna ciocane în înzestrare, și sunt cunoscute cazuri în care unele lucrări și reparaturi în spațiu au fost efectuate cu ciocanul. 

## Simbolistică

Secera și ciocanul ca simbol comunist
Ciocan și spice (RDG)
Ciocan și seceră (Austria)

## Legăturiexterne
Materiale media legate de ciocan la Wikimedia Commons
- en Hammer types Arhivat în 2 iulie 2009, la Wayback Machine. Tipuri de ciocan - imagini și descrieri.
- en  Muzeul ciocanului
- en  "Choosing a Hammer." Popular Science, iunie 1960, pp. 164–167.